# ۴۷۵ (میلادی)
۴۷۵ (میلادی) چهارصد و هفتاد و پنجمین سال تقویم میلادی است.

## درگذشتگان
‎